# 日下部みどり子
日下部 みどり子（くさかべ みどりこ、本名未公表　1961年1月3日 – 2008年4月23日）は、福島県出身の編集者、エッセイスト、カメラマン、グラフィックデザイナーなど幅広い分野で活動した男性マルチクリエイター。日本大学法学部中退。
2008年4月23日午前2時17分死去　享年47。

## 著書
- 鉄道ファン生態学（JTBパブリッシング）
- 作って覚える花子9でグラフィック（ジャストシステム／共著）
- 花子でDTP！（ジャストシステム）
- THE TIME TUNNEL－鉄の馬を駆る男達のロマン（笠倉出版／編）